# Haida Gwaii

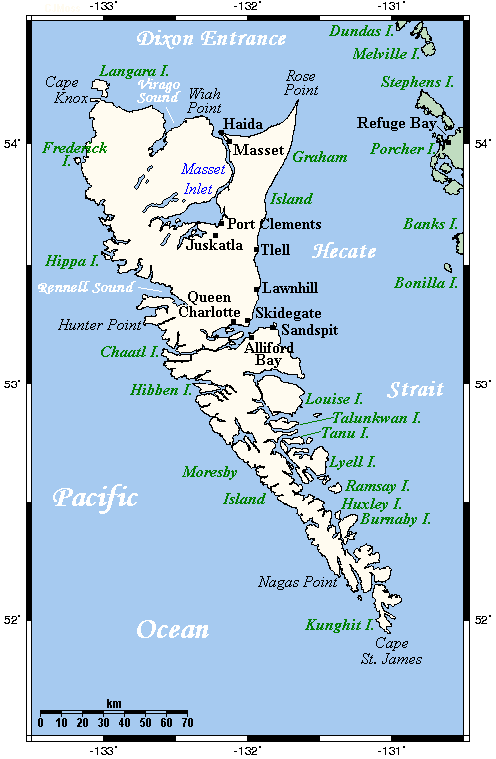
Mapa ostrovů Haida Gwaii

Haida Gwaii, dříve ostrovy královny Charlotty, anglicky Queen Charlotte Islands, je kanadské souostroví v Tichém oceánu ležící západně od Britské Kolumbie.

## Geografie
Souostroví tvoří dva hlavní ostrovy: Graham Island na severu a Moresby Island na jihu, dále zahrnují ostrovy Haida Gwaii přibližně 150 menších ostrovů, takže souostroví má celkovou rozlohou 10 180 km². Mezi větší ostrovy patří Langara, Louise, Lyell, Burnaby a Kunghit.
Ostrovy jsou na východě odděleny od pevninské části Britské Kolumbie vodami Hecate Strait, od ostrova Vancouver, který leží jižně, jsou odděleny Queen Charlotte Sound, zatímco severní pobřeží je omýváno vodami Dixon Entrance. Dixon Entrance odděluje ostrovy královny Charlotty od Aljašky. Rozloha ostrovů je o něco větší než rozloha Kypru.

## Klima
Ostrovy mají oceánské klima s malými výkyvy teplot, průměrné teploty podobné jako Severním Irsku nebo jižním Skotsku.

## Ekonomie
Hospodářství je diferencované, využívá kulturní i přírodní zdroje, především se jedná o těžbu dřeva a rybolov. Služby a administrativa představují zhruba jednu třetinu pracovních míst, do popředí se dostává i cestovní ruch, zejména díky rybaření, zájezdové turistice, pěší turistice, cykloturistice.

## Dějiny
Ostrovy v době evropské kolonizace obývali Haidové, které z velké části zdecimovaly neštovice a další nemoci zavlečené na ostrovy v 19. století.
Souostroví bylo Evropany prvně navštíveno v roce 1774, kdy Juan Pérez přistál na ostrově Langara. V roce 1778 se zde plavil James Cook. V roce 1787 byly ostrovy prozkoumány Georgem Dixonem, ten ostrovy pojmenoval po své lodi, jež nesla jméno královny Charlotte, ženy krále Jiřího III.
Dne 11. prosince 2009 oznámil premiér Britské Kolumbie Gordon Campbell, že ostrovy budou v pololetí roku 2010 úředně přejmenovány na Haida Gwaii.

## Obyvatelstvo
Ostrovy mají pouze 4800 obyvatel, z čehož původní obyvatelé (Haidové) tvoří asi 45 %.